# Ulubey-Canyon-Naturpark
Der Ulubey-Canyon-Naturpark (türkisch: Ulubey Kanyonu Tabiat Parkı) ist ein Naturpark in den Bezirken Ulubey und Karahallı der türkischen Provinz Uşak. Der Canyon ist nach dem Grand Canyon in den USA der zweitlängste der Welt. Der Park bietet derzeit noch einen geeigneten Lebensraum für viele Tier- und Pflanzenarten und wird als Zentrum für Ökotourismus entwickelt.

## Canyon
Der Ulubey-Canyon erstreckt sich über eine Fläche von 119 Hektar. Er ist 100–500 m breit und 135–170 m tief, mit einer Gesamtlänge von 40–45 km. Er gilt nach dem Grand Canyon in den USA als zweitlängster Canyon der Welt. Der Ulubey-Bach und der Banaz-Bach (Nebenflüsse des Großen Mäander) fließen durch den Ulubey-Canyon. Die Hauptschlucht entlang beider Bäche hat Dutzende von großen Seitenschluchten. Die Wände des Canyons sind 10–30 m und 50–55 m hoch. In den Canyonwänden sind mindestens drei Terrassen sichtbar. Darüber hinaus gibt es viele konische Karsthügel entlang der Schlucht.

## Klima
Die Provinz Uşak befindet sich in einer Übergangszone zwischen der Ägäis und Zentralanatolien und weist die klimatischen Merkmale beider Regionen auf. Die Sommermonate sind wärmer und trockener als in der Ägäis, und die Wintersaison ist milder als in der zentralanatolischen Region. Niederschläge durch Luftmassen aus dem Ägäischen Meer erzeugen ein feuchteres Klima als in Zentralanatolien. Der durchschnittliche Jahresniederschlag beträgt 551 mm. Die monatliche oder saisonale Niederschlagsverteilung ist unregelmäßig.

## Ökologie

### Flora
Pflanzen, die im Naturpark wachsen, sind Zirbe (Pinus brutia), Zistrose (Cistus), Eiche (Quercus ithaburensis), Zedernholz (Tamarix), Sumach (Rhus), Hackbeere (Celtis) und Besen (Genista), Königskerze (Verbascum), Milchwicke (Astragalus) und wilder Majoran (Origanum).

### Fauna
Der Naturpark bietet geeigneten Lebensraum für Säugetiere wie Wildschweine, Hasen, Füchse, Schakale, Graue Wölfe (Canis lupus), Indische Stachelschweine (Hystrix indica), Stachelschweine und Springmäuse, Schildkröten, Streifenotter (Montivipera xanthina), sowie die Vogelarten Rebhuhn, Mäusebussard, Habicht, Rabe (Corvus corax), die Fischarten Döbel (Squalius cephalus) und Wels und die Insektenarten der mehräugigen blauen Schmetterlinge.

## Ökotourismus
In der Vergangenheit lebten in der Gegend Angehörige vieler Zivilisationen, darunter Lydien, das Achämenidenreich, Makedonien, das Königreich Pergamon, das römische Reich, das byzantinische Reich, die Germiyaniden und schließlich das Osmanische Reich.
Das Canyon-System von Banaz-Ulubey hat ein erhebliches Potenzial für den Ökotourismus im Land. Im August 2013 wurde der Canyon vom Ministerium für Wald- und Wasserwirtschaft zum Naturpark erklärt. 2015 wurden eine 135 m² große Glasboden-Aussichtsplattform in Form eines Schiffsbugs, die 131 m über dem Canyonboden errichtet wurde, und eine Cafeteria für touristische Zwecke eröffnet. Wandern, Trekking und Camping mit Zelten sind beliebte Outdoor-Aktivitäten im Canyon-Bereich.
Im Juni 2015 wurde berichtet, dass in einem Monat rund 40.000 Touristen den Naturpark besuchten. Die Besucherzahl in einem Monat stieg bis März 2016 auf knapp 100.000.
Bemerkenswerte Orte in der Region sind die Cilandiras-Brücke, die Felsengräber von Duraklı, die Denkmäler von Hasköy, die antiken Städte Pepouza und Blaundos sowie der Salma-Bach.

## Zugang
Der Naturpark liegt in den Bezirken Ulubey und Karahallı der Provinz Uşak an der Straße Uşak-Karahallı. Die nächstgelegene Stadt zum Naturpark ist Ulubey in einer Entfernung von 1 km nach Süden. Die Stadt Ulubey liegt 29 km südwestlich von Uşak. Öffentliche Verkehrsmittel verkehren den ganzen Tag über zwischen den beiden Standorten.